# Константин Партов
Константин Йоцов Партов е български политик, екзекутиран от комунистическия режим, установен в България след преврата от 1944 г.

## Биография
Роден е през 1893 година в град Враца. В периода 1918 – 1923 година учи в Юридическия факултет на Софийския университет. След това специализира право в Германия и става доктор по наказателно право. Впоследствие работи като прокурор към Софийския областен съд. В периода 1942 – 1944 година е министър на правосъдието. Осъден е на смърт от Народния съд и глоба 5 милиона лева и конфискация на имуществото. Екзекутиран е на 1 февруари 1945 година. Реабилитиран посмъртно със заповед №243 на Върховния съд от 26 август 1996 година.